# MBA協会

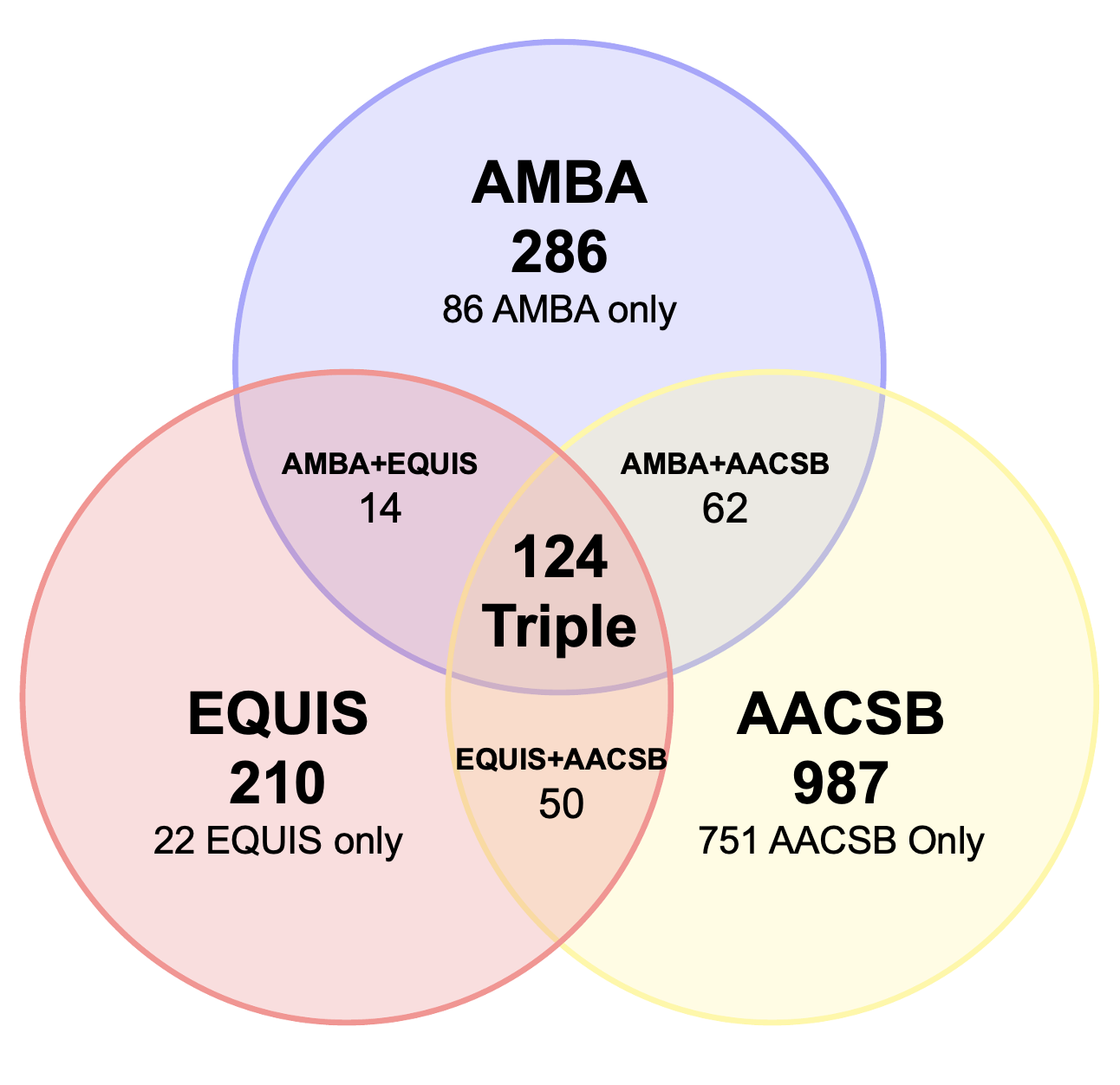
複数の認証を受けている学校の数

MBA協会（Association of MBAs、AMBA）とは世界的に活動する、ビジネススクールへの認証評価（アクレディテーション）機関。1967年に設立された。2023年10月現在、世界のビジネススクールの約2％、305校のみが国際認証AMBAを取得している。日本国内にはAMBA認定校は4つである。
AACSB、EQUISの２つと合わせて3大アクレディテーション機関を構成する。これら3つすべてを取得した学校をトリプルクラウン校（Triple Crown accreditation）と呼ぶ。

## AMBA取得校の一覧
AMBA認定校（英語版一覧）は以下の教育機関を含む。

### アジア
日本
- 名商大ビジネススクール
- 立命館アジア太平洋大学
- 中央大学ビジネススクール[2]
- 同志社大学大学院ビジネス研究科[3]

香港
- 香港浸会大学

### ヨーロッパ
イギリス
- ロンドンビジネススクール
- インペリアルカレッジビジネススクール
- ベイズビジネススクール

ドイツ
- ベルリン経済法科大学
- ヨーロッパ経営学校 (ESMT)
- マンハイムビジネススクール
- ミュンヘン工科大学
- GISMAビジネススクール

### 北米
アメリカ合衆国
- ハルト・インターナショナル・ビジネススクール